# Castiraga
La cascina Castiraga (già nota come Castiraga da Reggio) è una delle località che compongono il comune lombardo di Castiraga Vidardo.

## Storia
La località, piccolo borgo agricolo, fu attestata per la prima volta nel 972.
In età napoleonica (1809-16) Castiraga da Reggio fu frazione di Sant'Angelo, recuperando l'autonomia con la costituzione del Regno Lombardo-Veneto.
All'Unità d'Italia (1861) il paese contava 346 abitanti. Nel 1869 Castiraga da Reggio fu aggregata, insieme con Vidardo, al comune di Marudo.
Nel 1902 le frazioni di Castiraga da Reggio e Vidardo recuperarono l'autonomia, formando il nuovo comune di Castiraga Vidardo.
Attualmente, in seguito allo spopolamento delle aree rurali, Castiraga conta solo pochi abitanti.

## Origine del nome
Il nome Castiraga da Reggio deriva dal latino Castrum regis, "accampamento del re".